# Teleorhinus cyaneus
Teleorhinus cyaneus är en insektsart som beskrevs av Philip Reese Uhler 1890. Teleorhinus cyaneus ingår i släktet Teleorhinus och familjen ängsskinnbaggar. Inga underarter finns listade i Catalogue of Life.